# بن لوری
بن لوری (به انگلیسی: Ben Laurie) یک مهندس نرم‌افزار، طراح پروتکل و یک رمزنگار است. او یکی از مدیران مؤسس بنیاد نرم‌افزار آپاچی، یکی از اعضای هسته تیم اپن‌اس‌اس‌ال، از اعضای گروه شمو، مدیر گروه حقوق باز، متولی و از بنیان‌گذاران پروژه فری‌بی‌ام‌دی، استاد مهمان در آزمایشگاه رایانه دانشگاه کمبریج، عضو هیئت مشاوره ویکی‌لیکز و یکی از مشارکت کنندگان پروژه فری‌بی‌اس‌دی است. لوری برای شرکت گوگل در لندن کار می‌کند و در حال حاضر مشغول به‌کار بروی شفافیت گواهی‌نامه‌ای است.
لوری تا کنون تعدادی مقاله و کتاب نوشته است که می‌توان آنها را در صفحه خانگی و وبلاگ ایشان پیدا کرد.